# Kahren (Cottbus)
Kahren, niedersorbisch Kórjeń, ist ein Ortsteil von Cottbus. Vor der Eingemeindung im Jahr 1993 war es ein eigenständiges Dorf. Die erste urkundliche Erwähnung geht über 750 Jahre zurück. In Kahren leben etwa 1300 Einwohner. Trotz der Eingemeindung und der Nähe zur Stadt Cottbus hat sich Kahren seinen Dorfcharakter erhalten.

## Lage
Kahren liegt in der Niederlausitz, etwa sieben Kilometer südöstlich des Cottbuser Stadtzentrums. Knapp einen Kilometer nördlich von Kahren verläuft die Bundesstraße 168 (ehemaliges Teilstück der B115). Zu Kahren gehören die Wohnplätze Nutzberg/Nuzberk, gelegen im Norden am Branitzer Außenpark, sowie Karlshof/Wólšyna im Westen entlang der L50 nach Kiekebusch.

## Geschichte

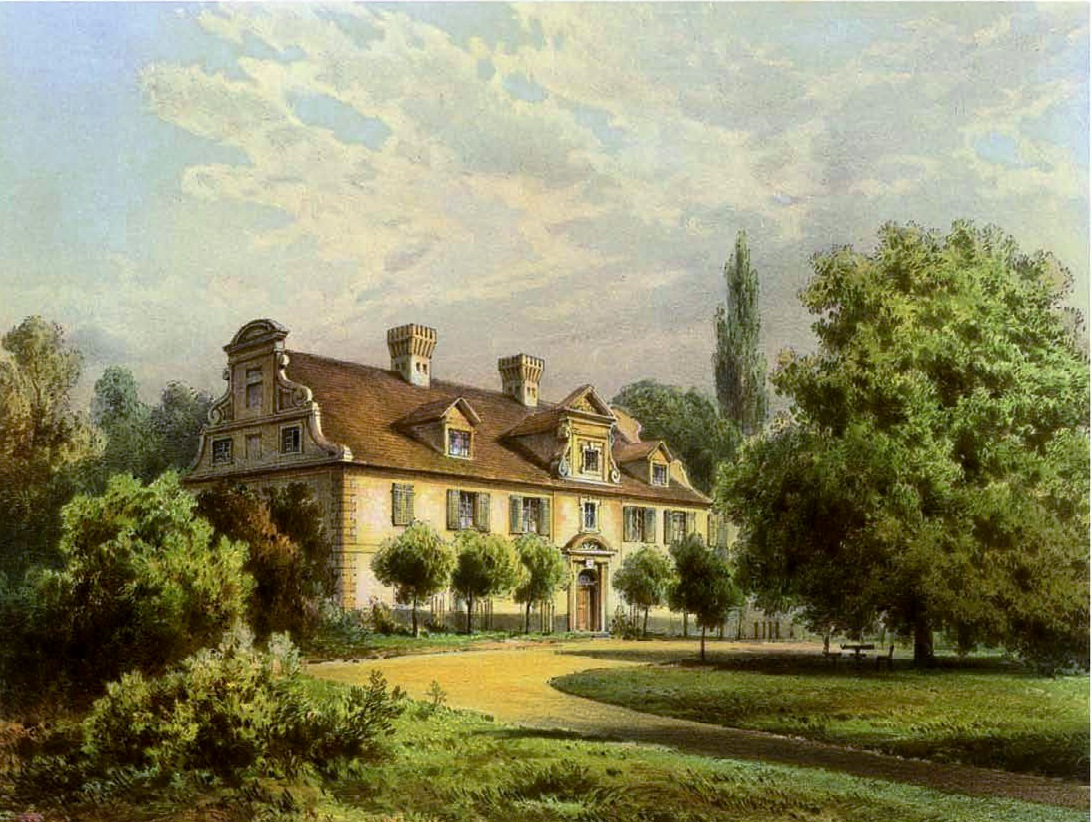
Gut Kahren um 1860, Sammlung Alexander Duncker

Kahren wurde seit der Steinzeit ständig besiedelt. Dies wird durch archäologische Funde bestätigt, die mehr als 10.000 Jahre zurückgehen. Die erste Erwähnung des Ortes Kahren fand im Jahr 1300 statt.
1463 wurde durch den Kurfürsten Johann von Brandenburg die Familie von Loeben mit dem Dorf Kahren belehnt. Bis zum Ende des 16. Jahrhunderts befand sich Kahren dann im Besitz dieser Familie, allerdings zunächst unter Vettern aufgeteilt. Im Jahre 1586 wurde Nickel von Loeben alleiniger Besitzer. Er war mit Elisabeth von Pannwitz aus dem Hause Kathlow verheiratet. Zehn Jahre später tauschte er eine Hälfte mit Baltzer von Pannwitz gegen dessen Dorf Jehserig bei Drebkau ein. Den verbleibenden Rest verkaufte er 1591 an Casper von Nadelwitz. Doch schon drei Jahre später wird Baltzer von Pannwitz als alleiniger Eigentümer von Kahren genannt. Verheiratet war er mit Ursula von Loeben, der Tochter des Hauptmanns zu Peitz, Melchior von Loeben.
Während des Dreißigjährigen Krieges wurden große Teile von Kahren durch die Wallensteinschen Truppen verwüstet. Erbherr war zu dieser Zeit Christian d. Ä. von Pannwitz (1616–1679), der Hedwig Sophie von Wulffen zur Frau hatte. Von ihren dreizehn Kindern erbte der preußische Oberjägermeister und Amtshauptmann Christian d. J. von Pannwitz (1655–1703) die Besitzungen und vermählte sich mit Anna von Lüderitz (1664–1718). In den ersten Jahren des 18. Jahrhunderts wurde das alte Gutshaus umgebaut, das Pfarrhaus erneuert und die Kirche erweitert. An dieses Ehepaar erinnert noch heute eine Taufschüssel, die das Pannwitz-Lüderitz’sche Allianzwappen zeigt.

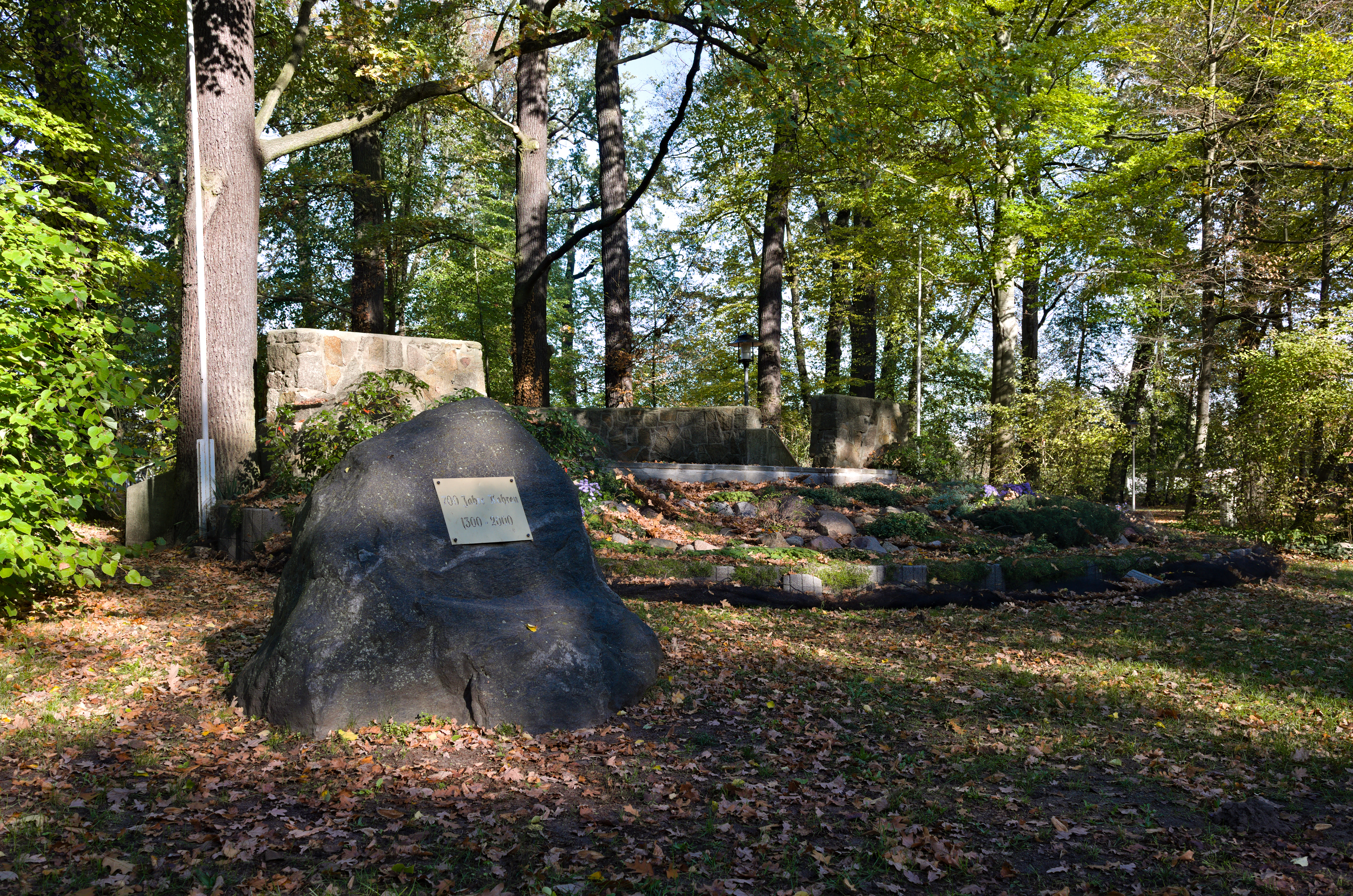
Bühne und Gedenkstein im Gutspark

Mit beträchtlicher finanzieller Unterstützung der Gutsherrschaft und des preußischen Königs übersetzte der damalige Kahrener Pfarrer Johann Gottlieb Fabricius den Kleinen Katechismus Luthers und das Neue Testament in das Wendische (Sorbische). Die ersten Ausgaben in dieser Sprache wurden in der 1706 im Haus des Küsters errichteten Druckerei hergestellt.
Der zweite Sohn Ludwig Ernst von Pannwitz (1686–1759) erbte Sergen, Kahren und Koppatz, die nunmehr fester Bestandteil von Kahren wurden. Er ließ das Gutshaus völlig umbauen und heiratete 1716 Catharina Amalie Magirus. Ihr einziger Sohn Christian starb jung mit 21 Jahren als Student in Kahren. Seine Mutter vermachte als Witwe die Güter Kahren und Koppatz an ihre eigenen Verwandten, die die Güter jedoch 1766 versteigern ließen. Sie wurden von Hauptmann Friedrich Carl Leopold von Kleist (1731–1799) erworben, einem Onkel des Dichters Heinrich von Kleist, dessen Mutter Ulrike wiederum eine geborene von Pannwitz aus Müschen am Spreewald war. Zu Lebzeiten von Carl Leopold von Kleist entstand in Kahren 1779 eine Ziegelei und 1782 mit vier hugenottischen Familien eine neue Siedlung, die Karlshof genannt wurde. 1804 veräußerte seine zweite Ehefrau Regine Sophie Wilhelmine von Kleist als Witwe die Güter an Maximilian von Oertzen (1740–1804) aus Bagenz, der aus Mecklenburg, dem Heimatland der Oertzen, stammte. Sein zweiter Sohn Maximilian d. J. von Oertzen (1773–1847) wurde der nächste Herr auf Kahren und Koppatz und nach ihm dessen Sohn aus erster Ehe, Arthur von Oertzen (1803–1851).

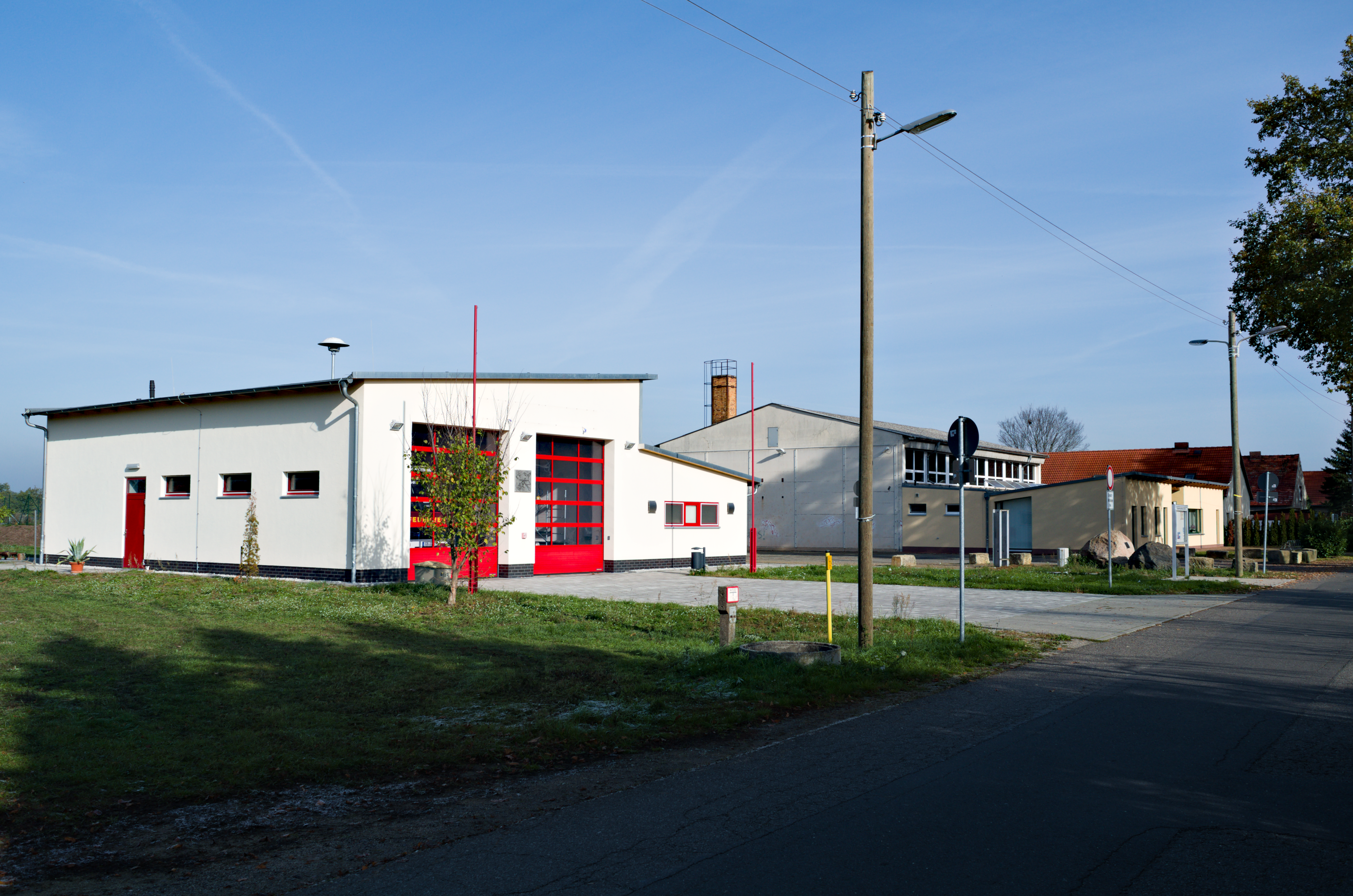
Freiwillige Feuerwehr und das Bürgerzentrum Kahren

Im Jahre 1850 umfasste das Kahrener Gut zusammen mit Koppatz, das nach dem Gut Eichow das zweitgrößte im Kreis Cottbus war, mit seinen Vorwerken Karlshof und Nutzberg 3276 Morgen und 1600 Morgen Wald. Fast alle Einwohner sprachen zu dieser Zeit Sorbisch.
Die Witwe des o. g. kgl. preuß. Rittmeisters Arthur von Oertzen auf Kahren, Caroline Annunciata Gräfin von und zu Westerholt und Gysenberg (1810–1865) wird im Jahre 1851 als Eigentümerin genannt. Nach mehreren Wechseln der Eigentümer, u. a. die Schkeuditzer Sparkasse, erwarb nach 1878 der Reichsgraf Heinrich von Pückler (Branitz) das 698 ha Gut Kahren und vererbte es 1897 an den späteren Regierungspräsidenten August Graf von Pückler. Das Gut selbst wurde von Rittergutspächter Steegmann bewirtschaftet.
Bedingt durch die Weltwirtschaftskrise wurden im Jahre 1932 von den ursprünglichen, auch im damals zuletzt veröffentlichten Landwirtschaftlichen Adressbuch ausgewiesenen, 689 Hektar des Gutes 329 Hektar verkauft. Im selben Jahr hatte Kahren Staatsbesuch, als König Fu'ād I. von Ägypten zu Besuch bei den Pücklers in Branitz war und man gemeinsam nach dem Kirchgang in Kahren das Dorf besichtigte. Bis zur Enteignung 1945 blieb das restliche Gut im Besitz der Familie der Grafen von Pückler.
Der Ort war bis ins 20. Jahrhundert hinein überwiegend sorbisch/wendisch geprägt. Eine Untersuchung im Auftrag des Lübbener Konsistoriums ergab im Jahre 1812, dass von 202 ansässigen Familien lediglich 10 die deutsche Sprache gebrauchten. Arnošt Muka bezeichnete das Dorf nach seinem Besuch im Jahr 1880 als „rein sorbisch“.
Am 6. Dezember 1993 wurde Kahren in die kreisfreie Stadt Cottbus eingemeindet.

## Johanneskirche zu Kahren

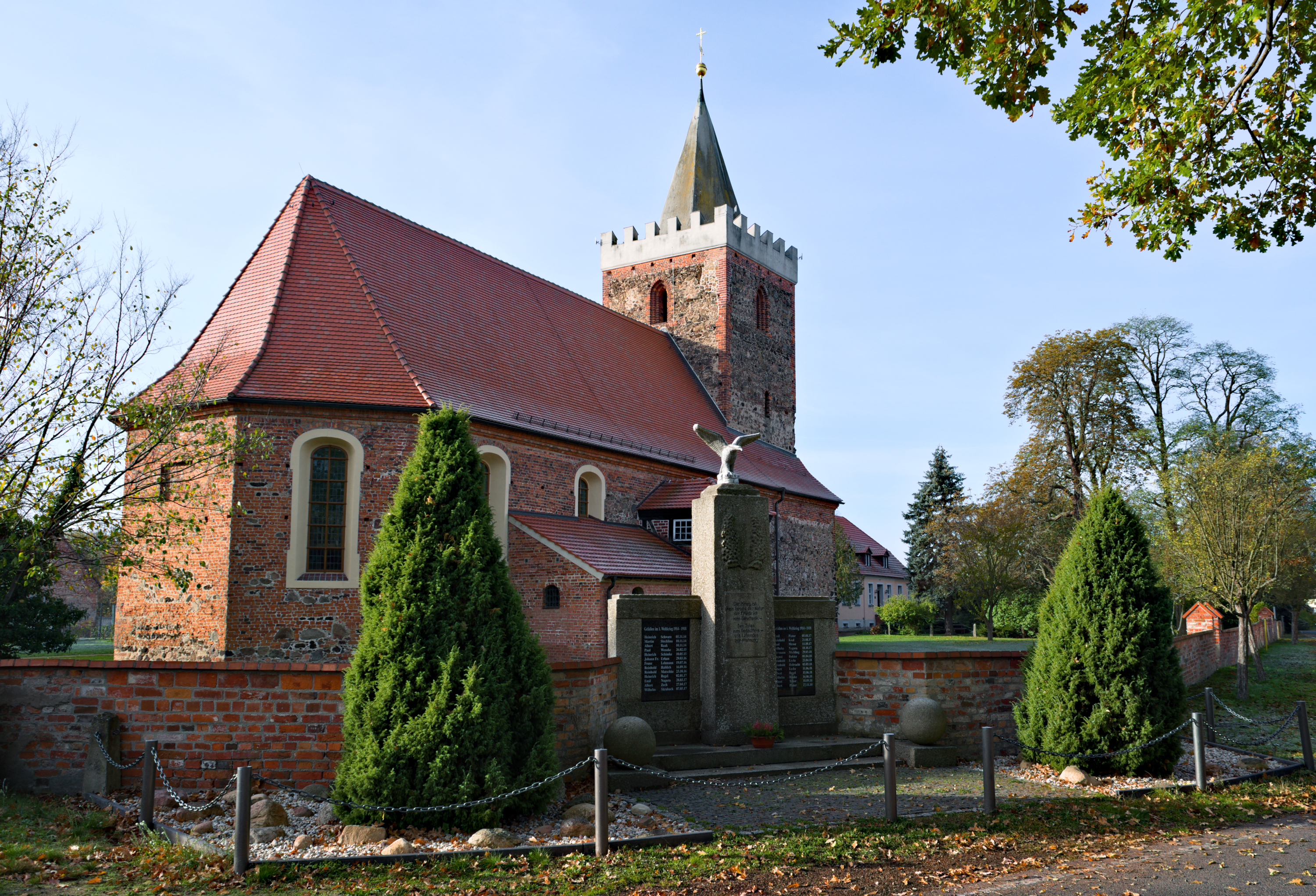
Die Johanneskirche. Im Vordergrund das Kriegerdenkmal

Zu den Sehenswürdigkeiten gehört die Johanneskirche zu Kahren. Sie gehörte 1346 als bedeutende Pfarrkirche zum Erzpriesterstuhl Cottbus und wurde Johannes dem Täufer geweiht. Wie viele Kirchen in Brandenburg wurde auch sie im Zweiten Weltkrieg stark zerstört. Erst in der Nachwendezeit begannen bedeutsame Restaurierungsarbeiten.
Die jetzige Gestalt ist ein spätgotischer Bau aus grob gefügtem Feld- und Rasenstein (1500). Die Entstehung des Turms ist möglicherweise früher zu datieren. Im Jahre 1707 und im Laufe des 19. Jahrhunderts wurde die Kirche erweitert. Die Kirche hat ein Flachdach und eine Empore.
Der hölzerne Altaraufsatz aus dem 16. Jahrhundert zeigt Darstellungen von der Opferung Isaaks, dem Abendmahl und der Anbetung der Hirten. Das Altarkruzifix wurde 1791 gefertigt. Die Restaurierungsarbeiten am Altar begannen Anfang der 1990er Jahre. Die Kanzel von 1706 ist ein Schnitzwerk, vermutlich von dem Muskauer Meister Dreißigmark. Die Kanzeldekorfelder zeigen den Salvator, die vier Evangelisten und die Stifterwappen.
An die Weihe der Kirche erinnert die aus dem 15. Jahrhundert stammende Johannisschüssel mit dem Kopf. Des Weiteren ist die Kirche mit einem schwebenden Taufengel aus dem 18. Jahrhundert ausgestattet. Dazu gehört eine Taufschüssel von 1704 mit dem Allianzwappen von Pannwitz/von Lüderitz.

## Johann Gottlieb Fabricius
Im Jahre 1706 wurde von Johann Gottlieb Fabricius, der zu jener Zeit Dorfpfarrer in Kahren war, der Kleine Katechismus vom Deutschen in die wendische Sprache übersetzt. 1709 folgte die Übersetzung des Neuen Testaments.

## Vereine
Die drei mitgliederstärksten Vereine im Dorf sind der Bürgerverein Kahren e. V., der Sportverein Kahrener SV 03 und die Freiwillige Feuerwehr. Außerdem hat Kahren einen Angelverein und eine Jugendgruppe mit Namen K-Town sowie einen Volkschor.

## Einrichtungen
- Schule mit Turnhalle (Schließung Sommer 2007)
- Kindergarten (Trägerschaft FRÖBEL-Gruppe)
- Gasthaus „Weißer Hirsch“
- Pension und Gasthaus Kahren
- Park mit Bühne

## Naturdenkmäler
- Eiche im Gutspark mit einem Brusthöhenumfang von 6,60 m (2016).[15]

## Persönlichkeiten
- Christian Gotthelf von Gutschmid (1721–1798), kursächsischer Minister, Theologe
- Friedrich Carl Gottlob von Kleist (1771–1847), preußischer Major

## Bilder

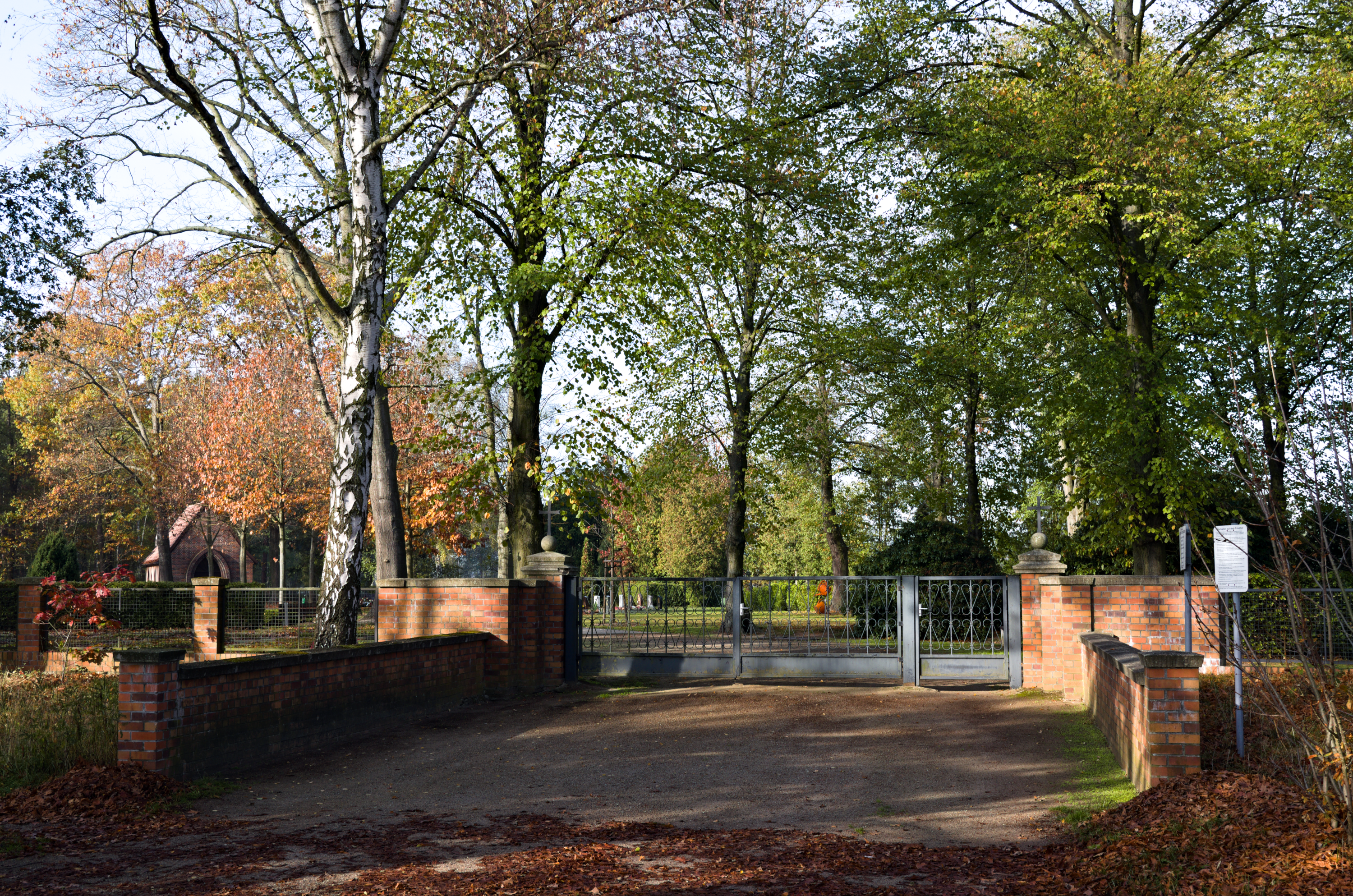
Friedhof Kahren
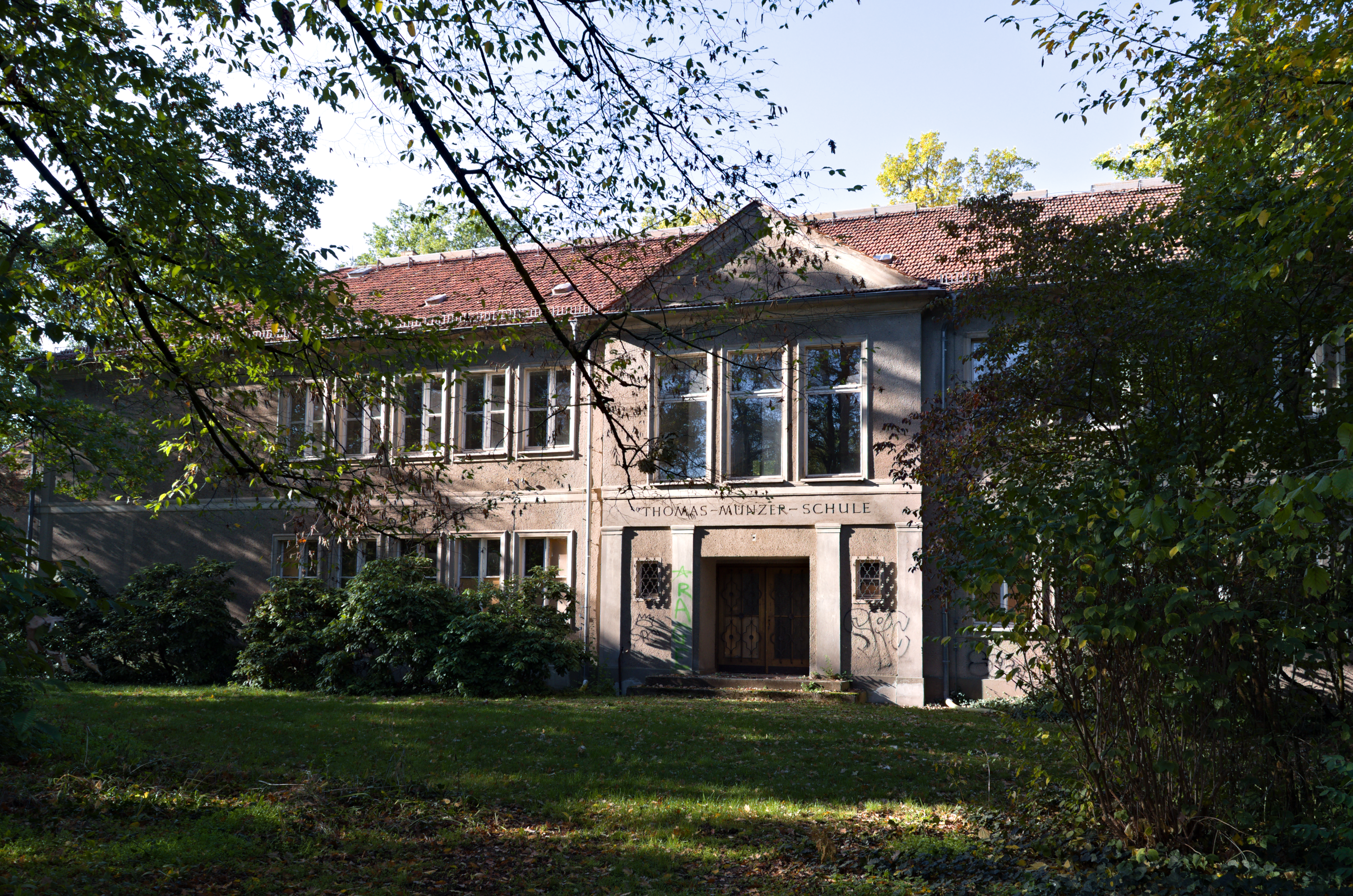
Ehemalige Thomas-Münzer-Schule im Gutspark
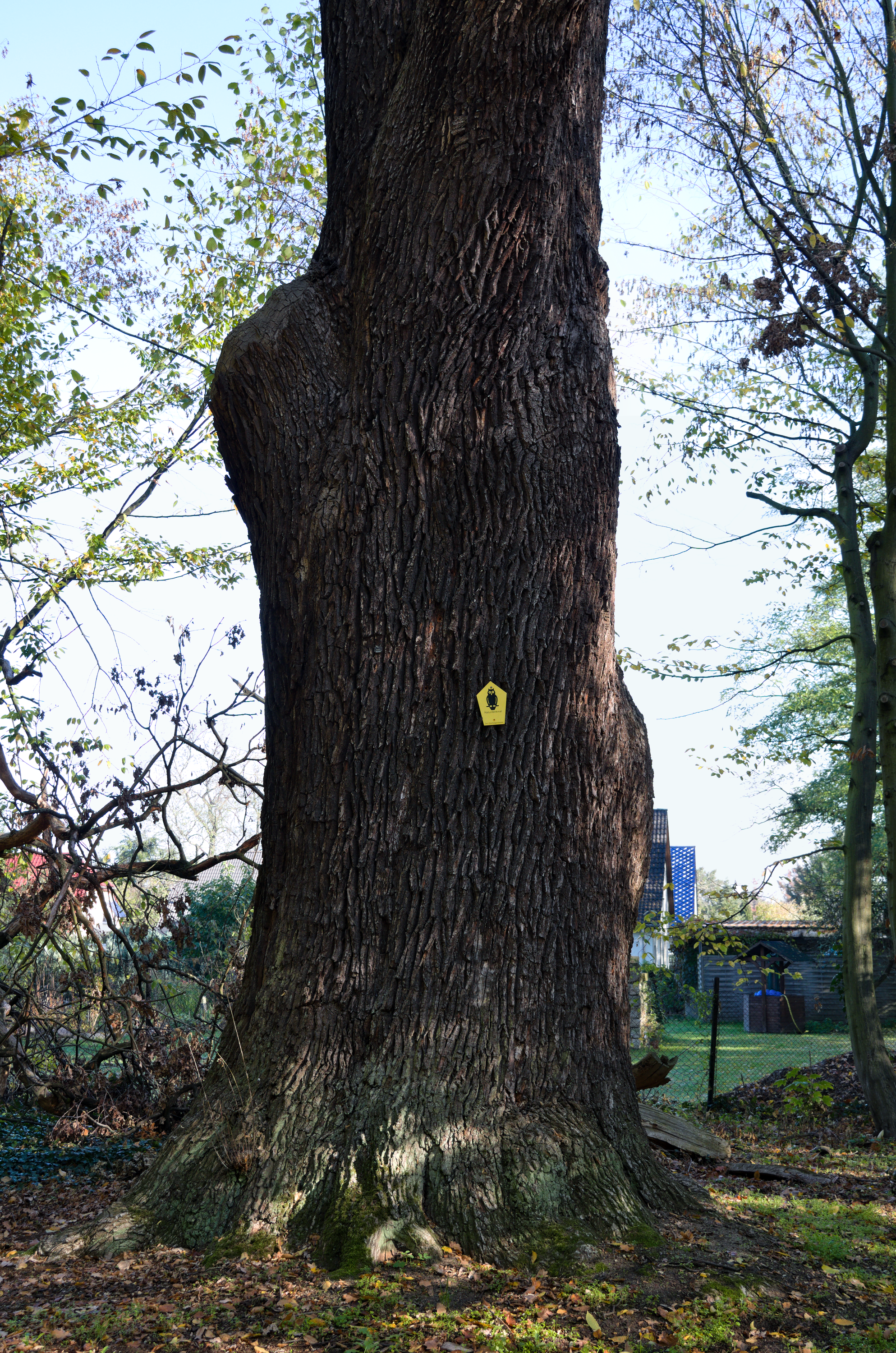
Naturdenkmal Eiche im Gutspark
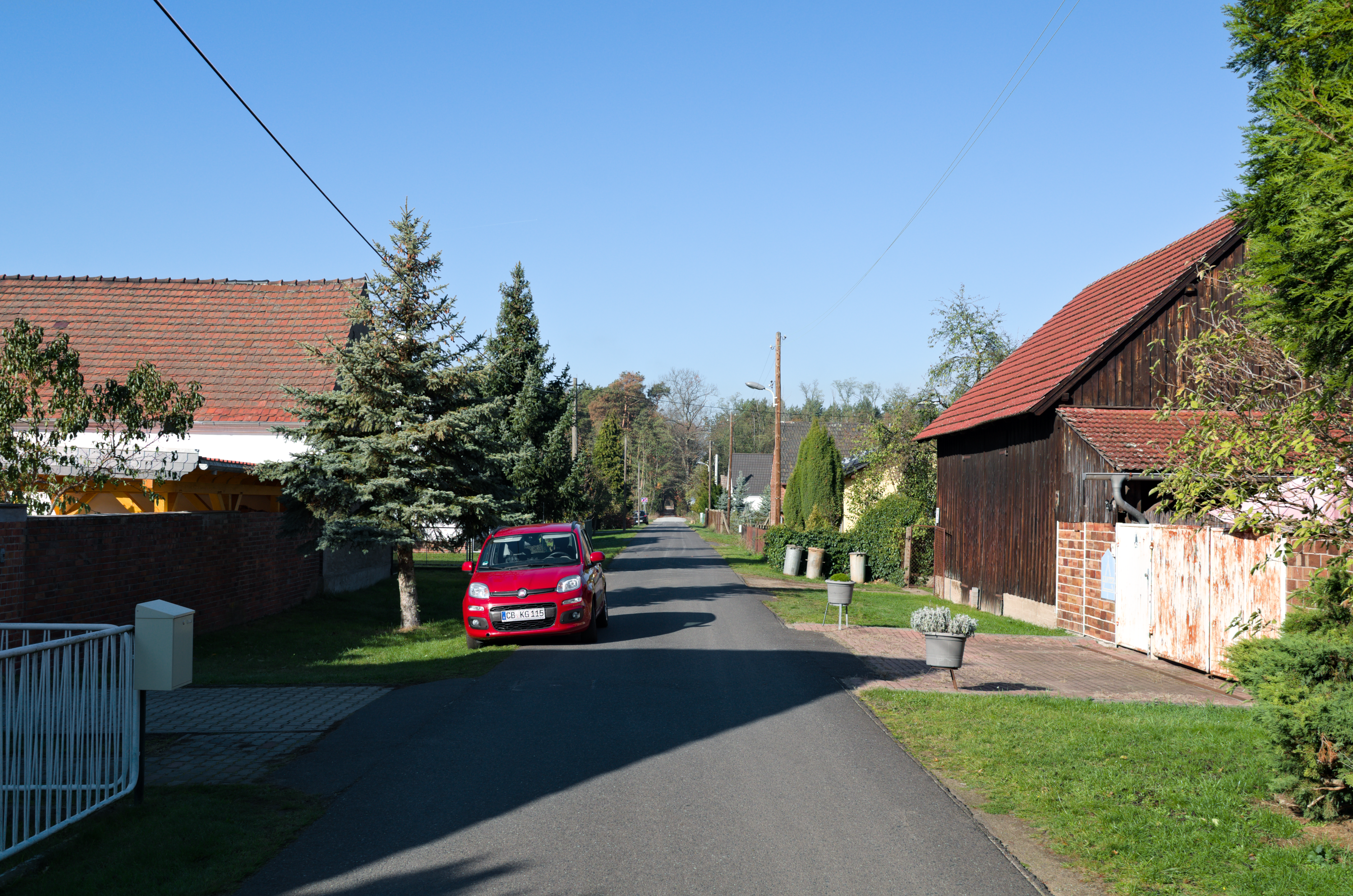
Wohnplatz Nutzberg/Nuzberk
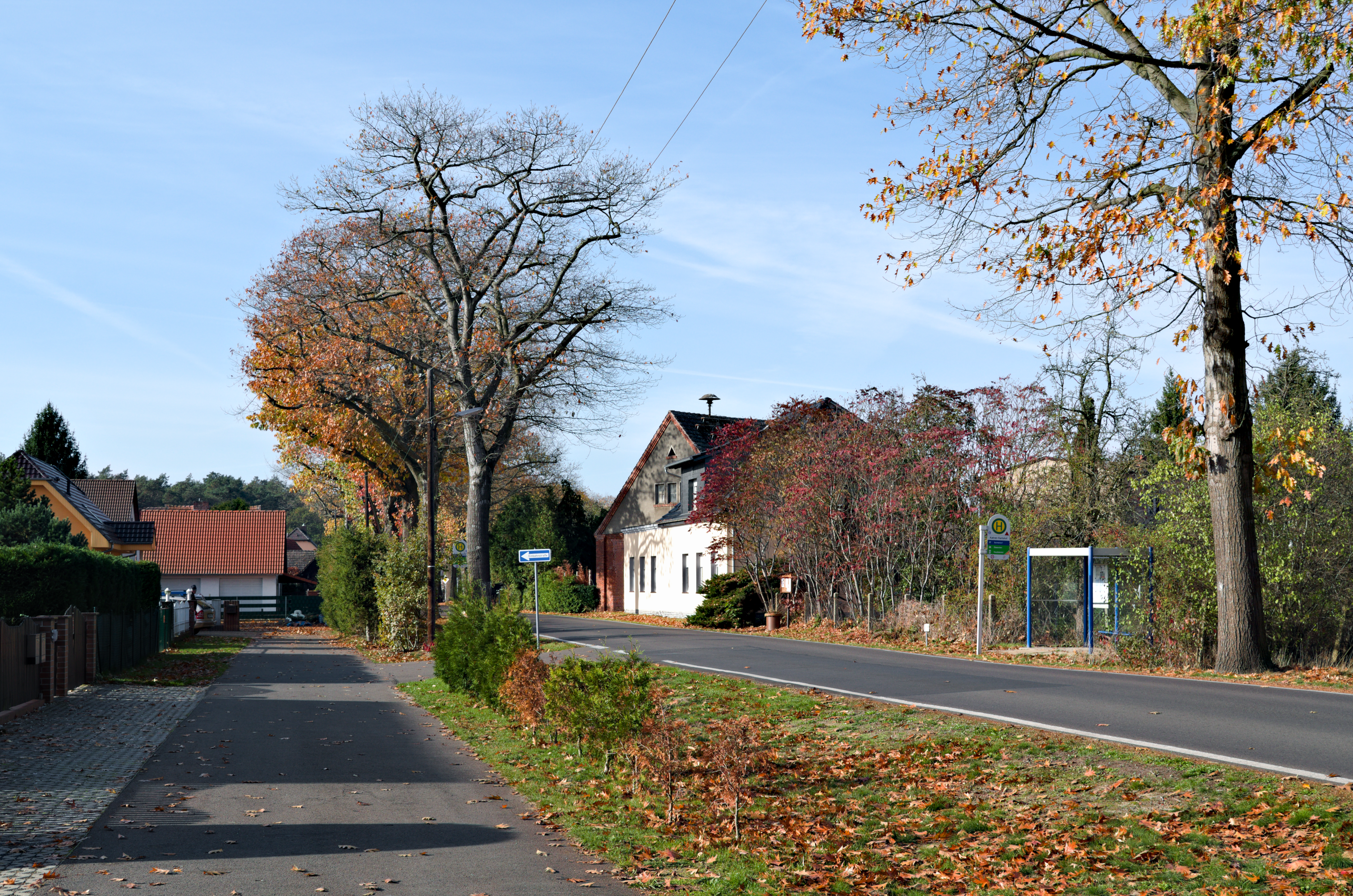
Wohnplatz Karlshof/Wólšyna